# St-Jean-Baptiste (Sceaux)

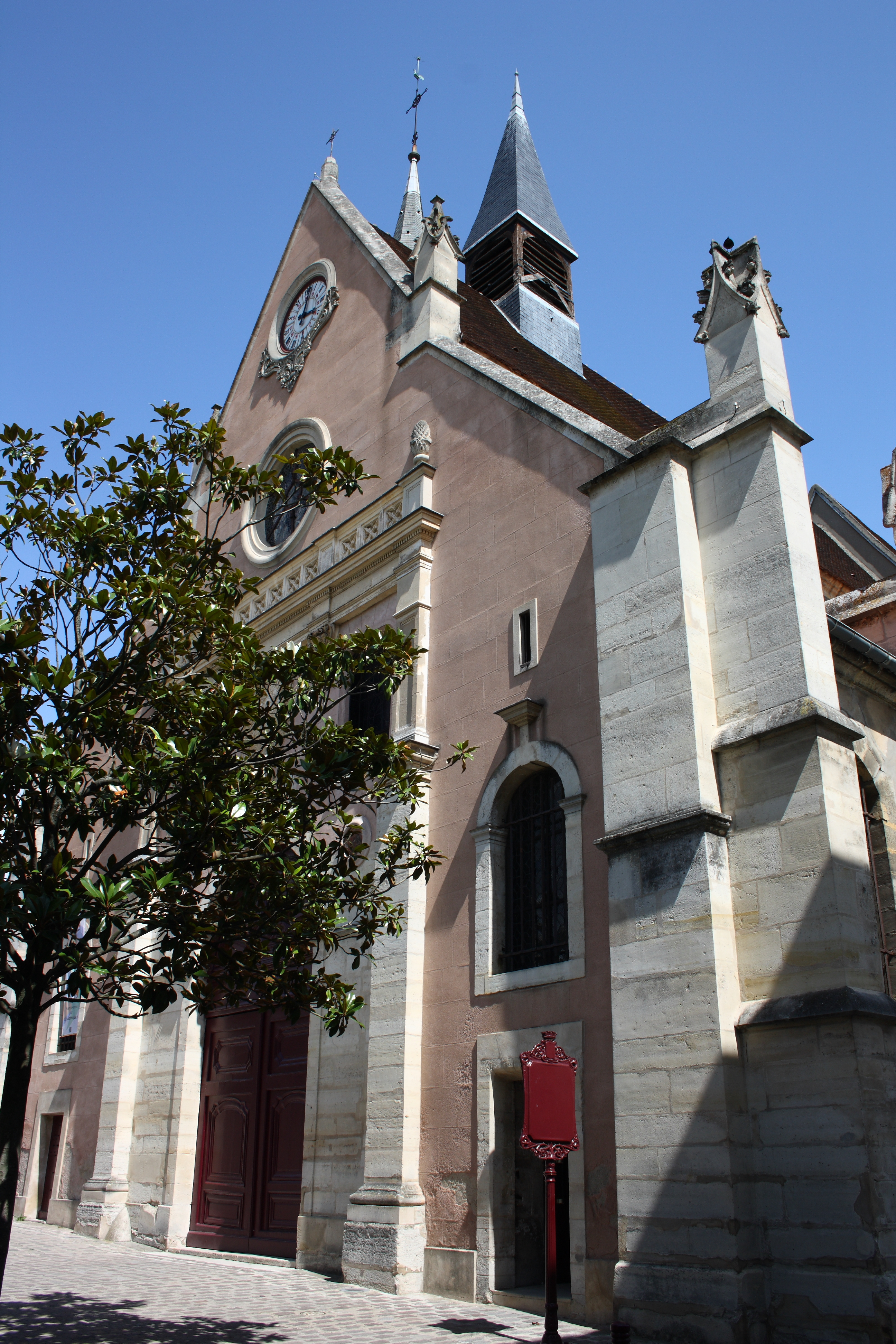
Pfarrkirche Saint-Jean-Baptiste

Die katholische Pfarrkirche Saint-Jean-Baptiste in Sceaux, einer Gemeinde im Département Hauts-de-Seine in der französischen Region Île-de-France, geht auf eine romanische Kapelle aus dem 12. Jahrhundert zurück. Die heutige Kirche wurde weitgehend im 16. Jahrhundert errichtet und im 18. und 19. Jahrhundert umgebaut und erweitert. Die Kirche besitzt noch Bleiglasfenster aus der Renaissance, weitere Fenster wurden Ende des 19. Jahrhunderts von dem Glasmaler Émile Hirsch geschaffen. Im Jahr 1929 wurde die Kirche als Monument historique in die Liste der französischen Baudenkmäler (Base Mérimée) aufgenommen.

## Geschichte
Seit dem 12. Jahrhundert ist in Sceaux eine Kapelle nachgewiesen, die dem heiligen Mamas geweiht war und zur Pfarrei von Châtenay gehörte. Von diesem Bauwerk sind noch der Unterbau des heutigen Glockenturms und zwei Säulen im Langhaus erhalten. 1203 erhob Bischof Odo von Sully Sceaux zur Pfarrei und an der Stelle der heutigen Kirche errichtete man eine neue Kirche, die Johannes dem Täufer geweiht wurde. In den folgenden Jahrhunderten wurde die Kirche mehrfach wiederaufgebaut.
Nach einem Brand im Jahr 1530 errichtete man einen neuen Glockenturm und einen neuen Chor, der mit einem Kreuzrippengewölbe gedeckt wurde. 1543 fand die Weihe der Kirche statt. Zu Beginn des 18. Jahrhunderts ließ der damalige Pfarrer ein neues, um ein Joch verlängertes Langhaus errichten und mit einem Tonnengewölbe einwölben.
Während der Französischen Revolution wurde die Kirche für den Gottesdienst geschlossen und als Tempel der Vernunft zweckentfremdet. Das Gebäude wurde auch als Bürgermeisteramt, als Salpeterfabrik und als Depot für Skulpturen aus dem Park von Sceau genutzt. 1794 wurde die Kirche zum Tempel de l'être suprême (Tempel des höchsten Wesens) und 1795 schließlich wieder für den Gottesdienst geöffnet.
1838 wurde die Westfassade neu gestaltet, 1847 ein neuer Glockenturm errichtet. In der Mitte des 19. Jahrhunderts wurde durch den Architekten Jean-Baptiste-Antoine Lassus auf den Glockenturm eine neue Spitze aufgesetzt.

## Bleiglasfenster aus der Renaissance

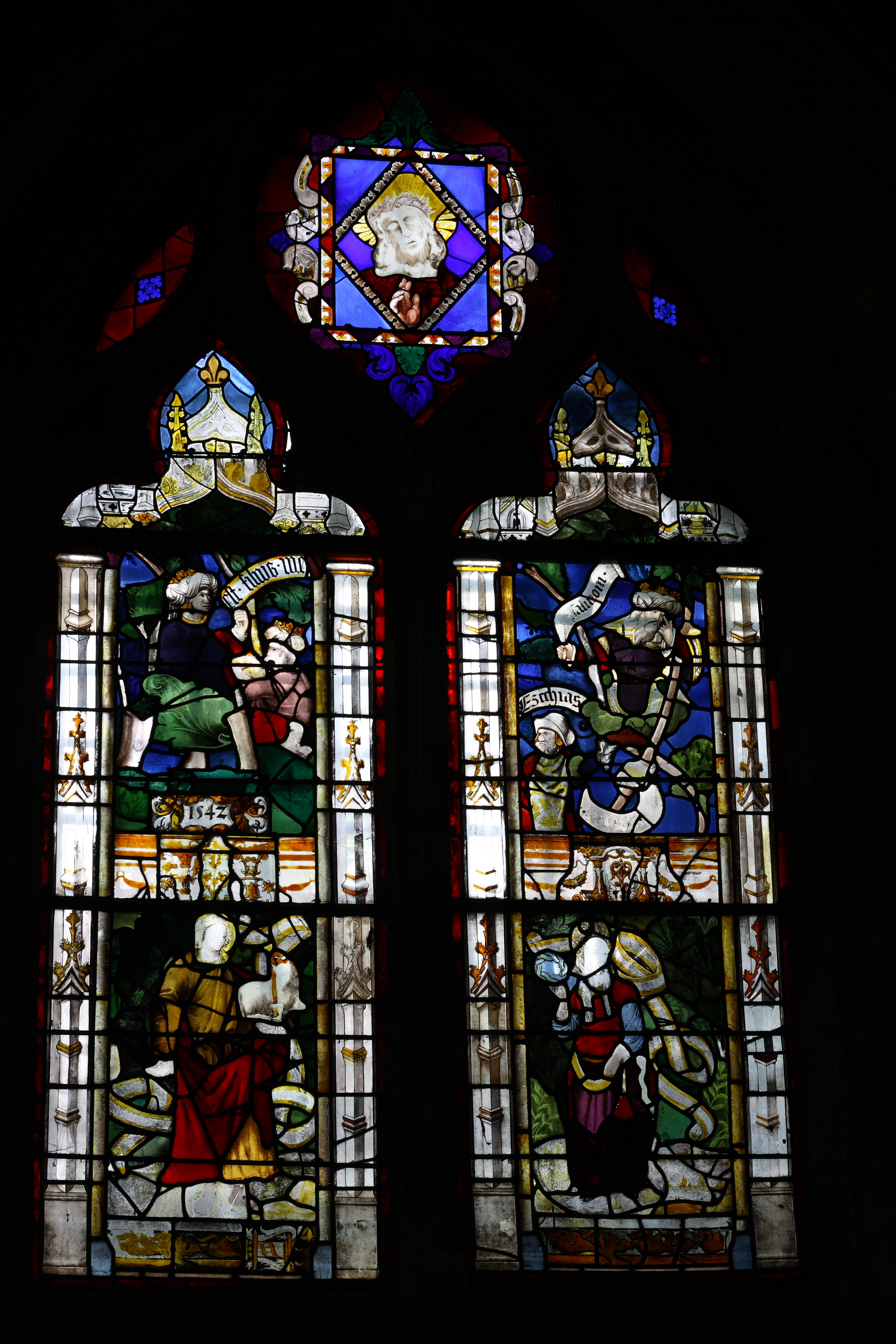
Fenster 3
Das Fenster besteht aus zwei Lanzetten, die in vier Szenen unterteilt sind. Im Maßwerk ist ein segnender Christus mit der Dornenkrone auf dem Haupt dargestellt. Die beiden oberen Scheiben sind Fragmente eines Wurzel-Jesse-Fensters. Auf der linken Scheibe kann man unten die Jahreszahl 1542 erkennen, die beiden dargestellten Personen sind nicht zu identifizieren. Die beiden Figuren auf der rechten Scheibe sind durch Namensschilder gekennzeichnet. Sie stellen die biblischen Könige Ezechias und Salomon dar.
Auf der unteren linken Scheibe ist Johannes der Täufer mit dem Lamm Gottes dargestellt, auf der rechten Scheibe Maria Magdalena, die die Dornenkrone in der Hand hält.

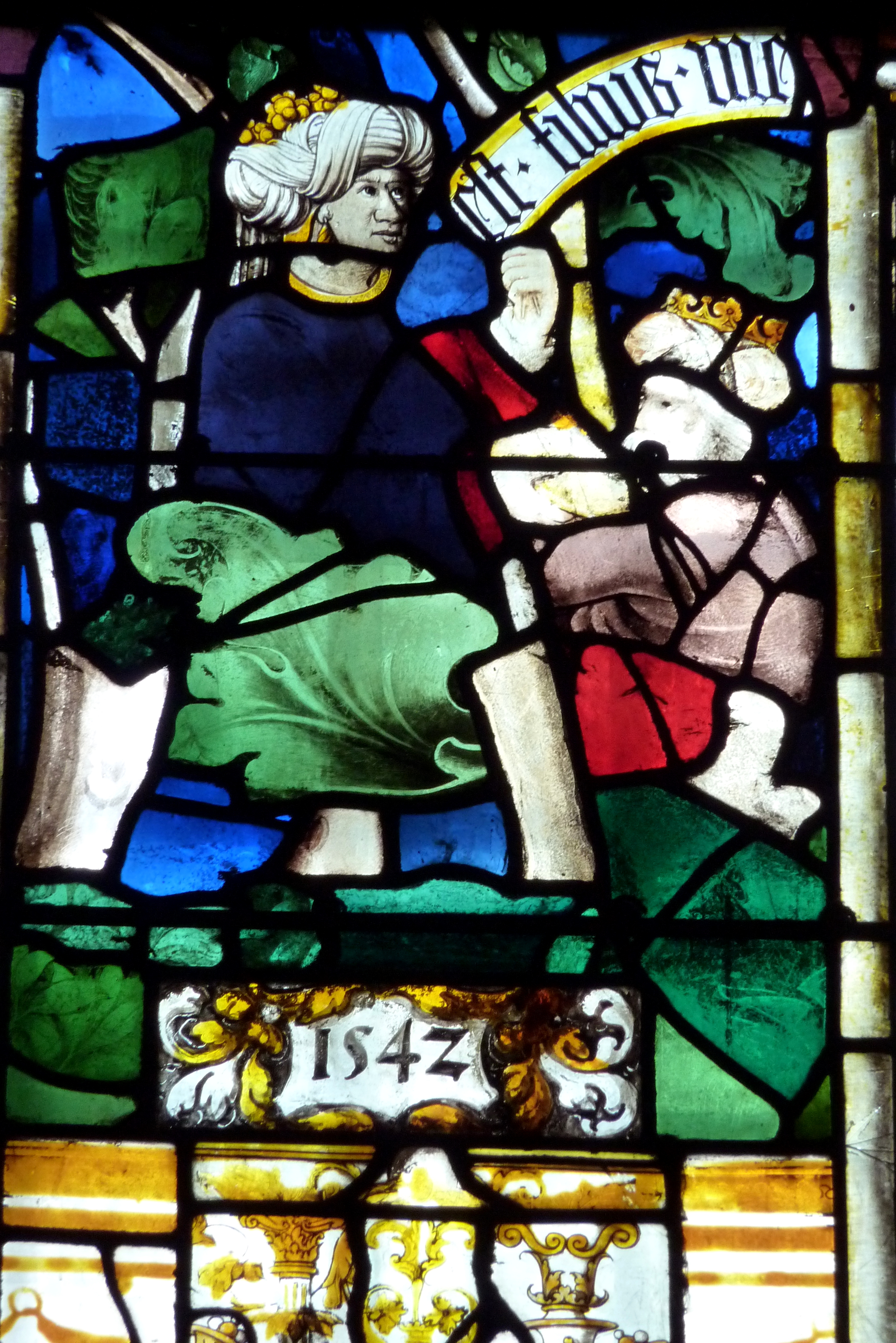
Prophet und Jahreszahl 1542
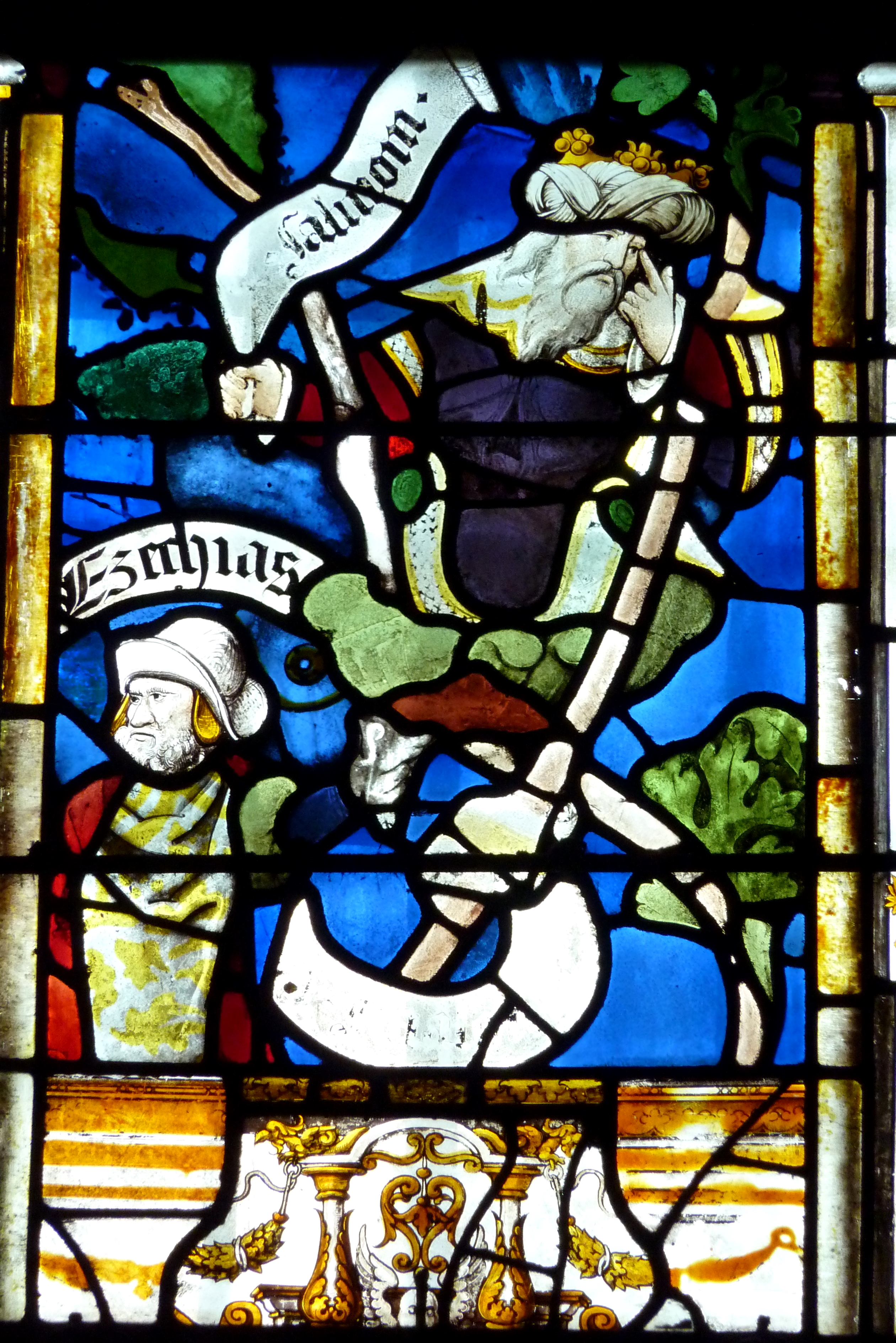
Ezechias und Salomon
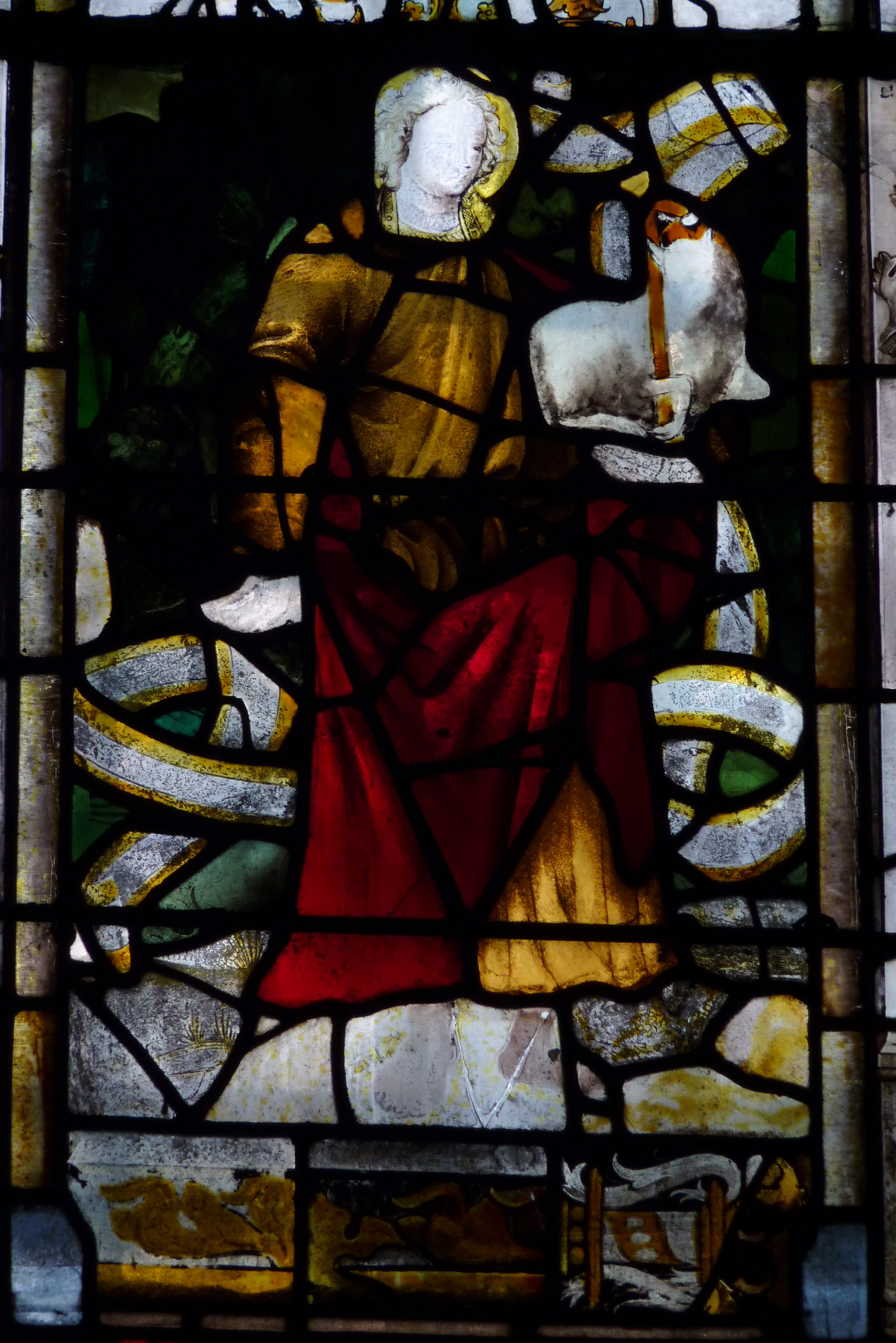
Johannes der Täufer
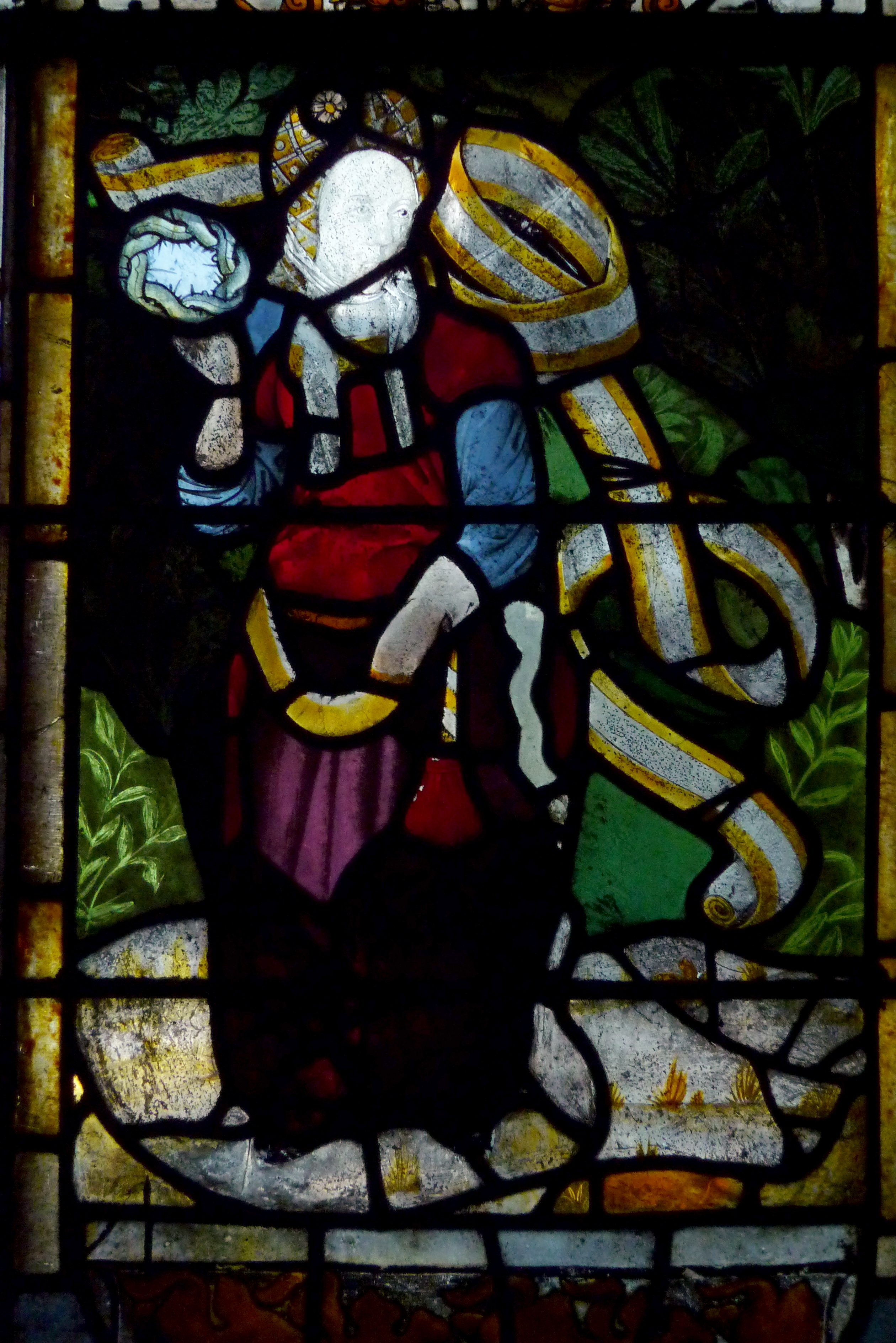
Maria Magdalena

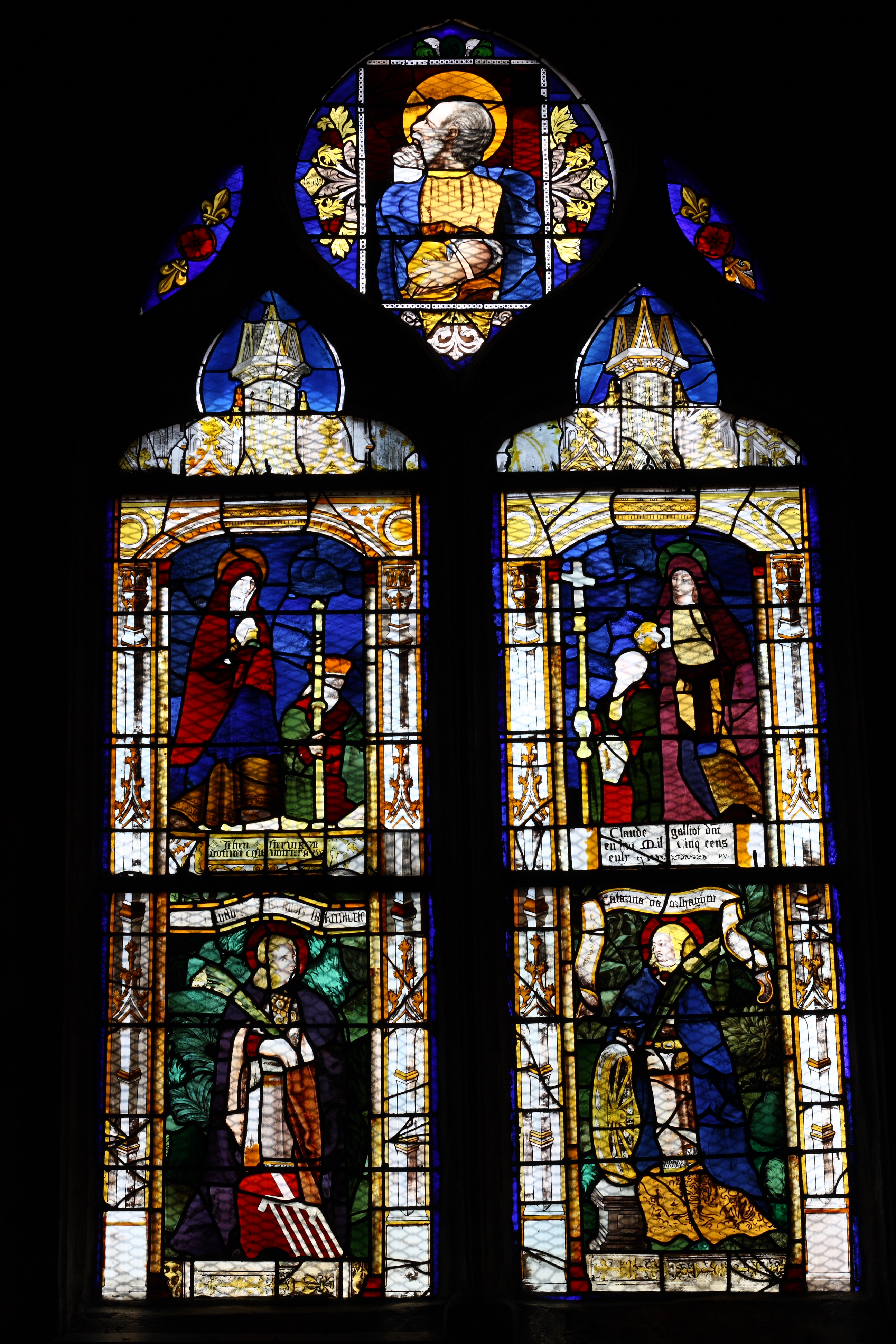
Fenster 4
Das Fenster ist ebenfalls in vier große Szenen gegliedert. Auf zwei Scheiben werden heilige Frauen dargestellt, die eine hat eine Geldbörse, die andere ein Salbgefäß in der Hand. Vor beiden Frau kniet ein Stifter, der eine hält ein Kreuz, der andere einen Stock in der Hand. Auf der rechten Scheibe befindet sich unter den Figuren eine Inschrift mit der Angabe der Jahreszahl mil cinq cens neuf.
Auf den beiden unteren Scheiben sind links der heilige Laurentius von Rom mit seinem Rost dargestellt und rechts die heilige Katharina mit ihrem Attribut, dem Rad. Im Maßwerk ist eine bärtige Figur zu sehen, auf der linken Seite ist die Jahreszahl 1542 eingeschrieben.

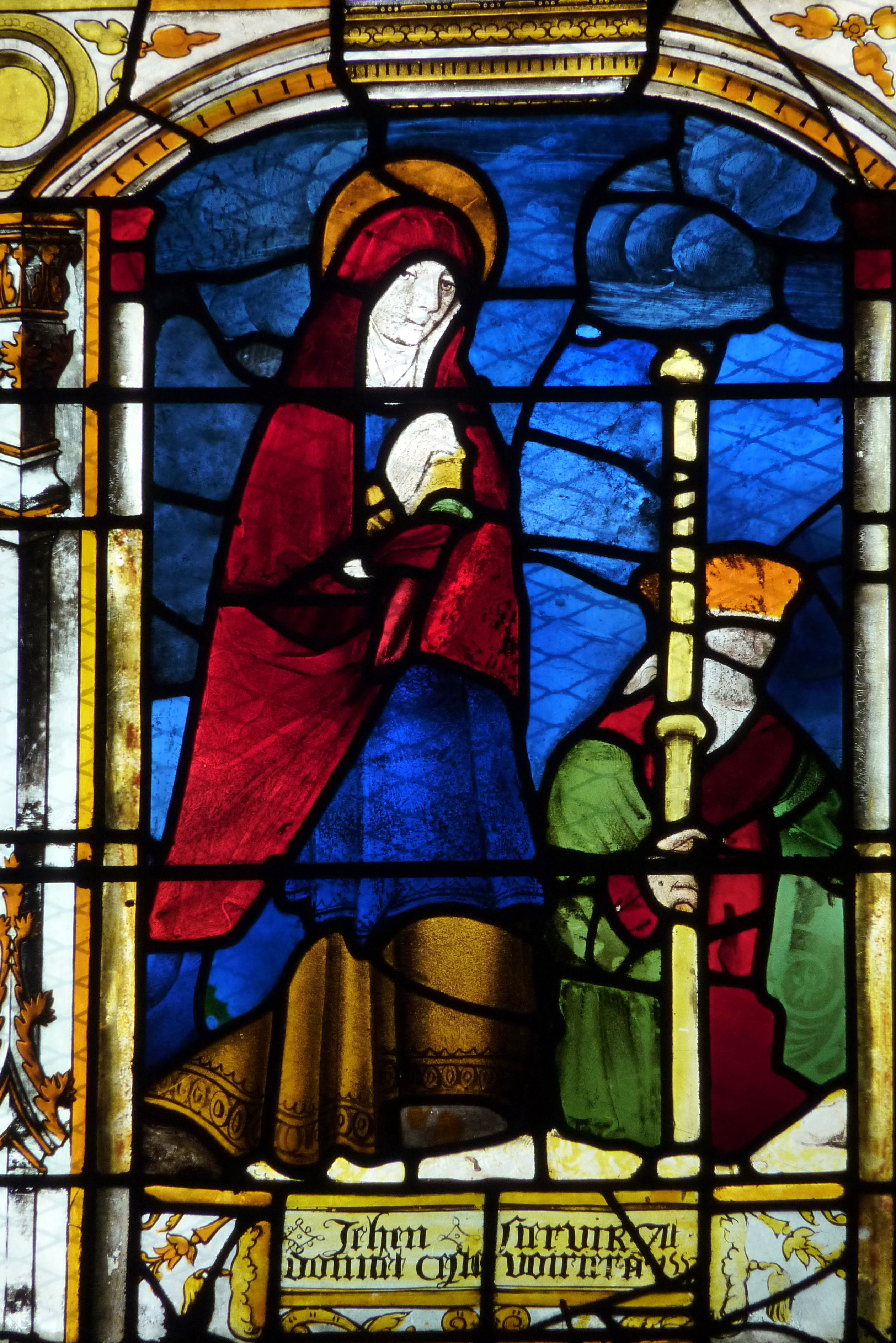
Heilige und Stifter
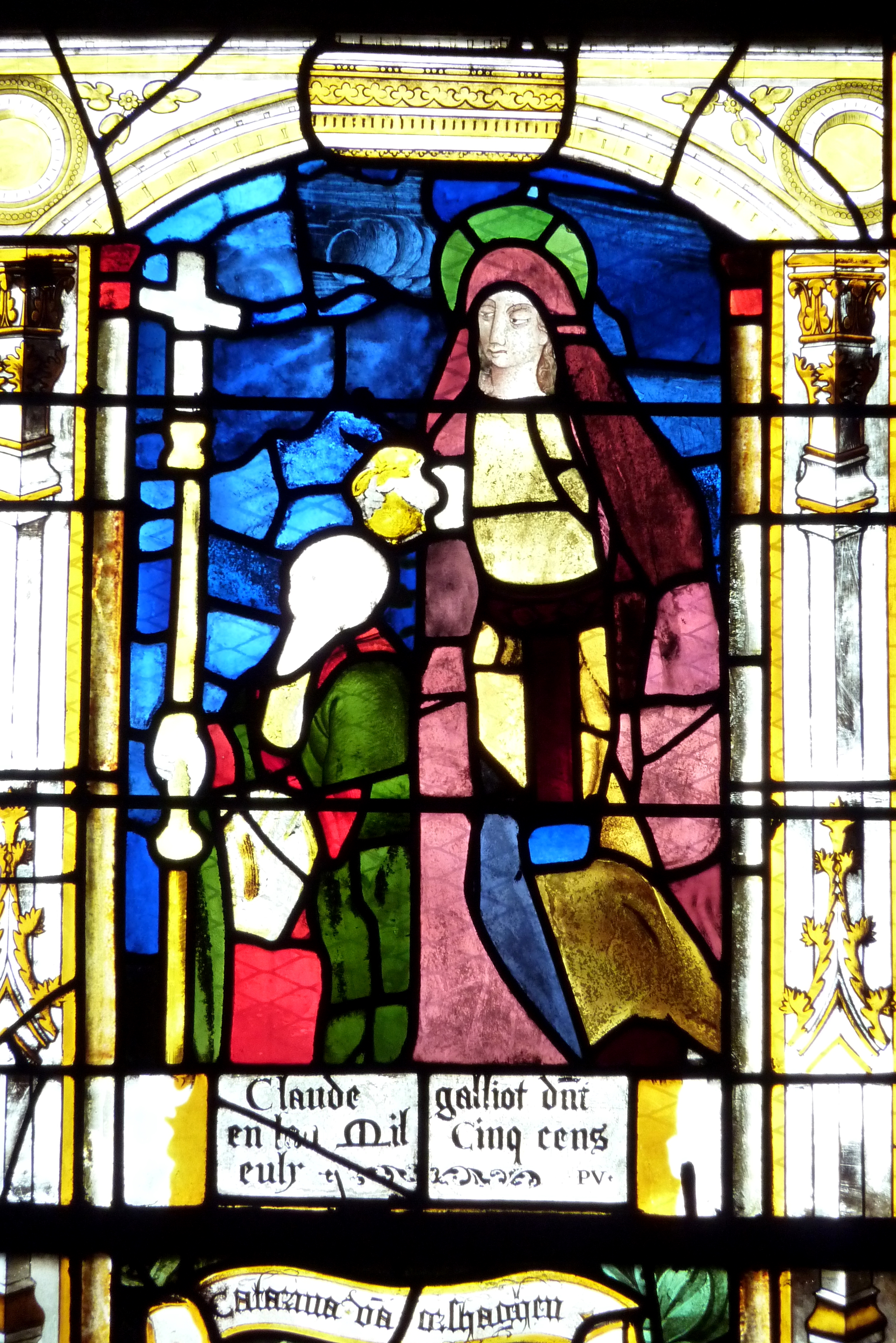
Heilige und Stifter, mit Angabe der Jahreszahl mil cinq cens neuf
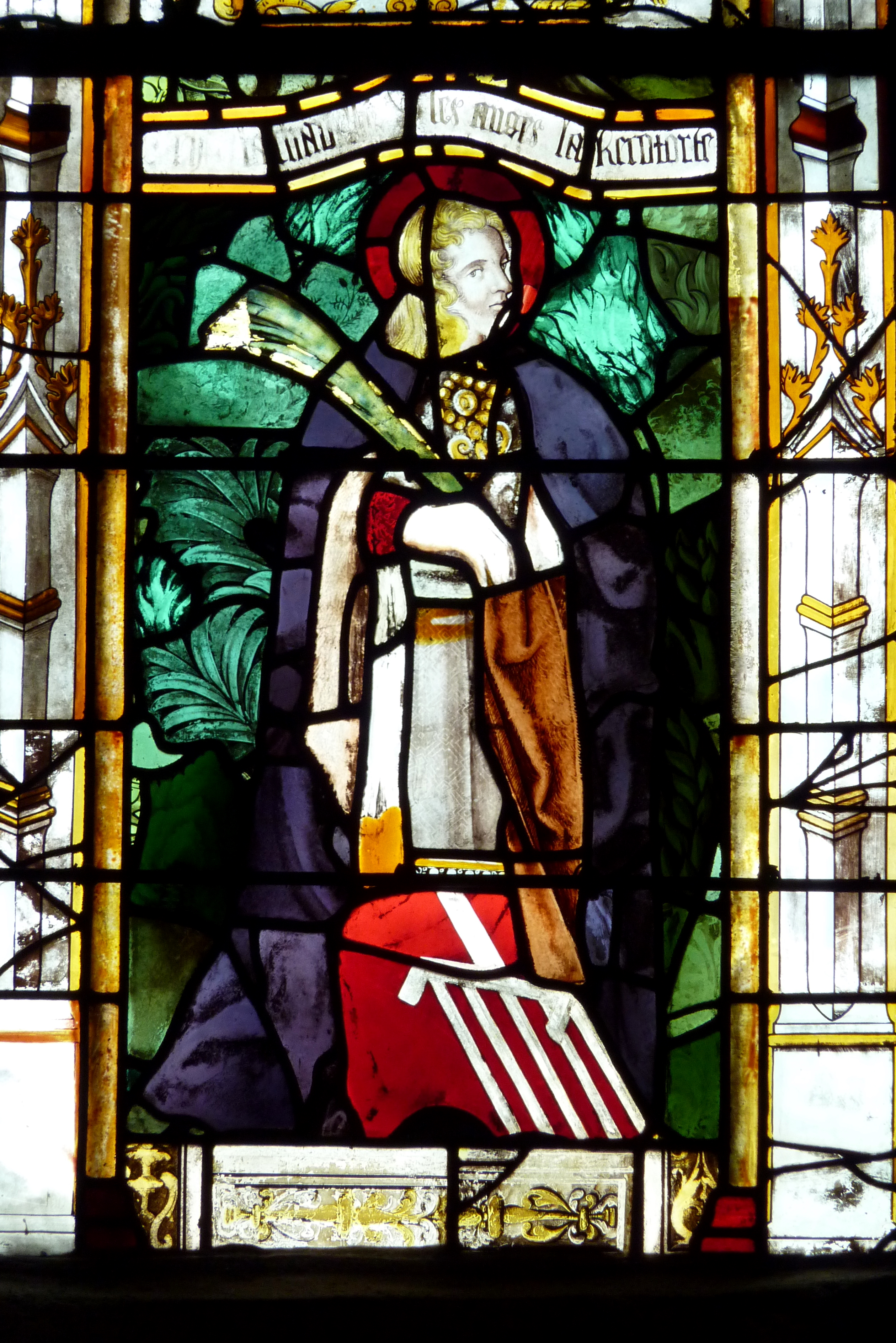
Heiliger Laurentius
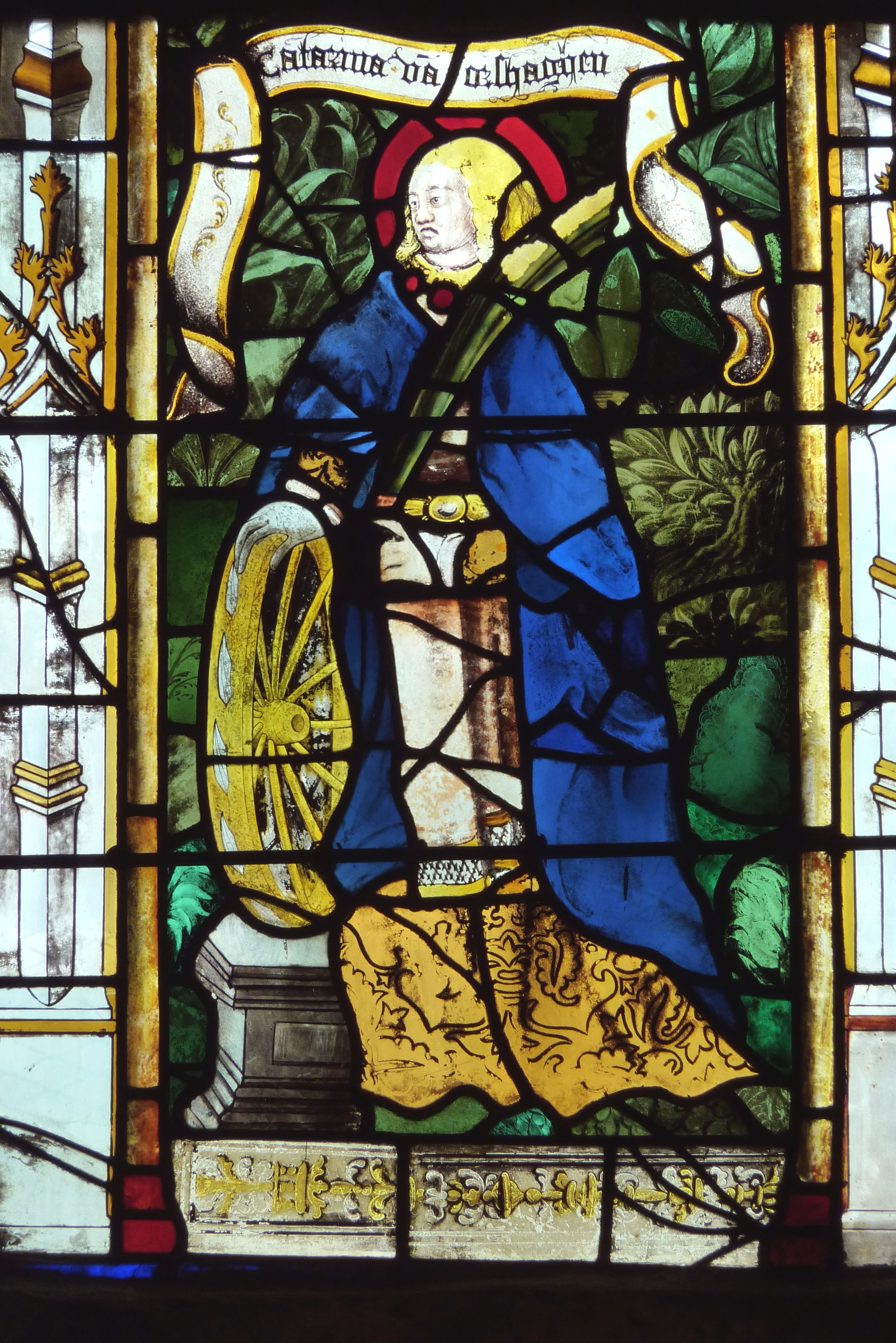
Heilige Katharina

## Bleiglasfenster von Émile Hirsch
Zwischen 1874 und 1899 wurden von dem Glasmaler Émile Hirsch neue Fenster geschaffen. Die meisten der Fenster tragen seine Signatur.

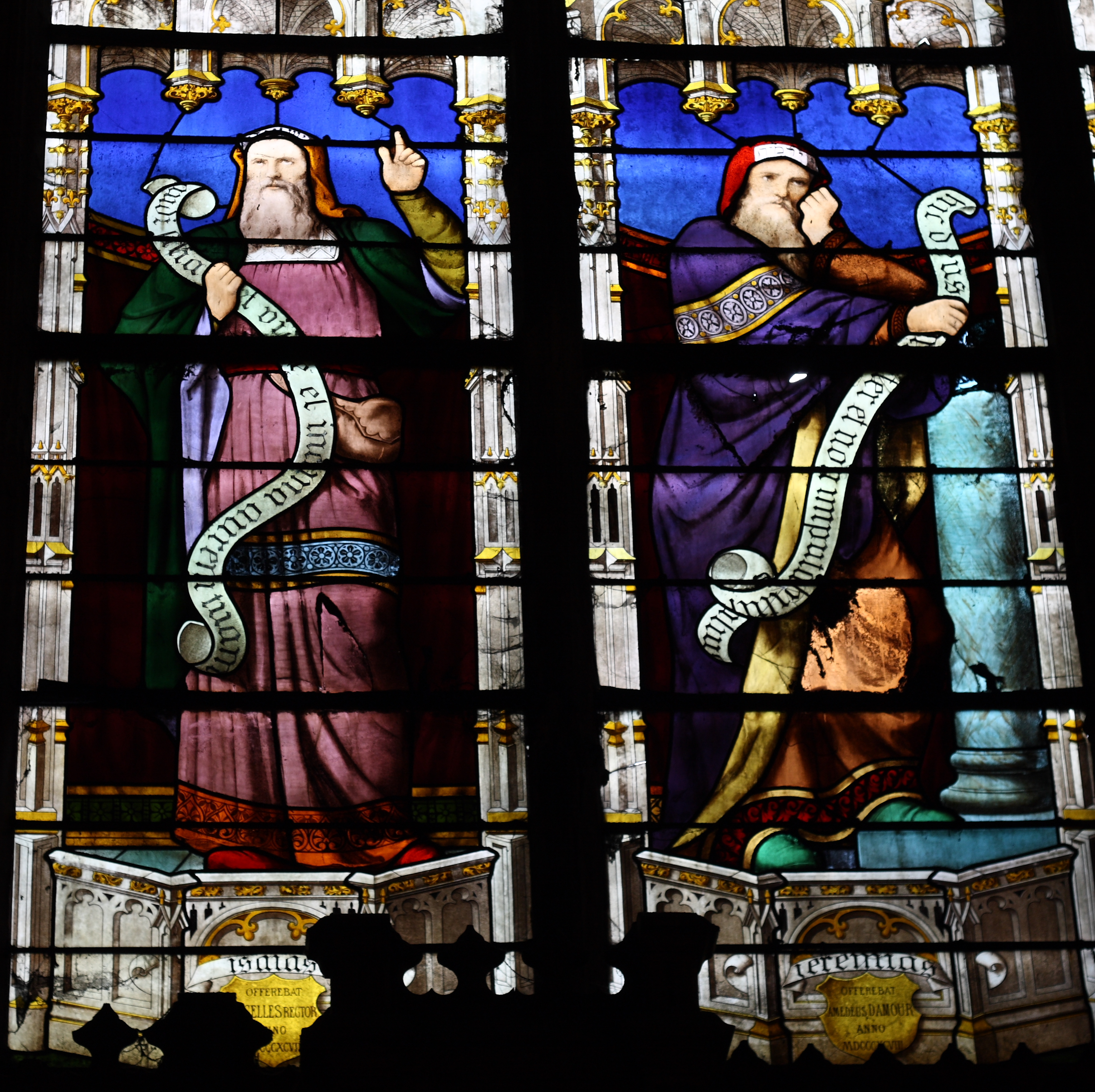
Jeremias und Isajas
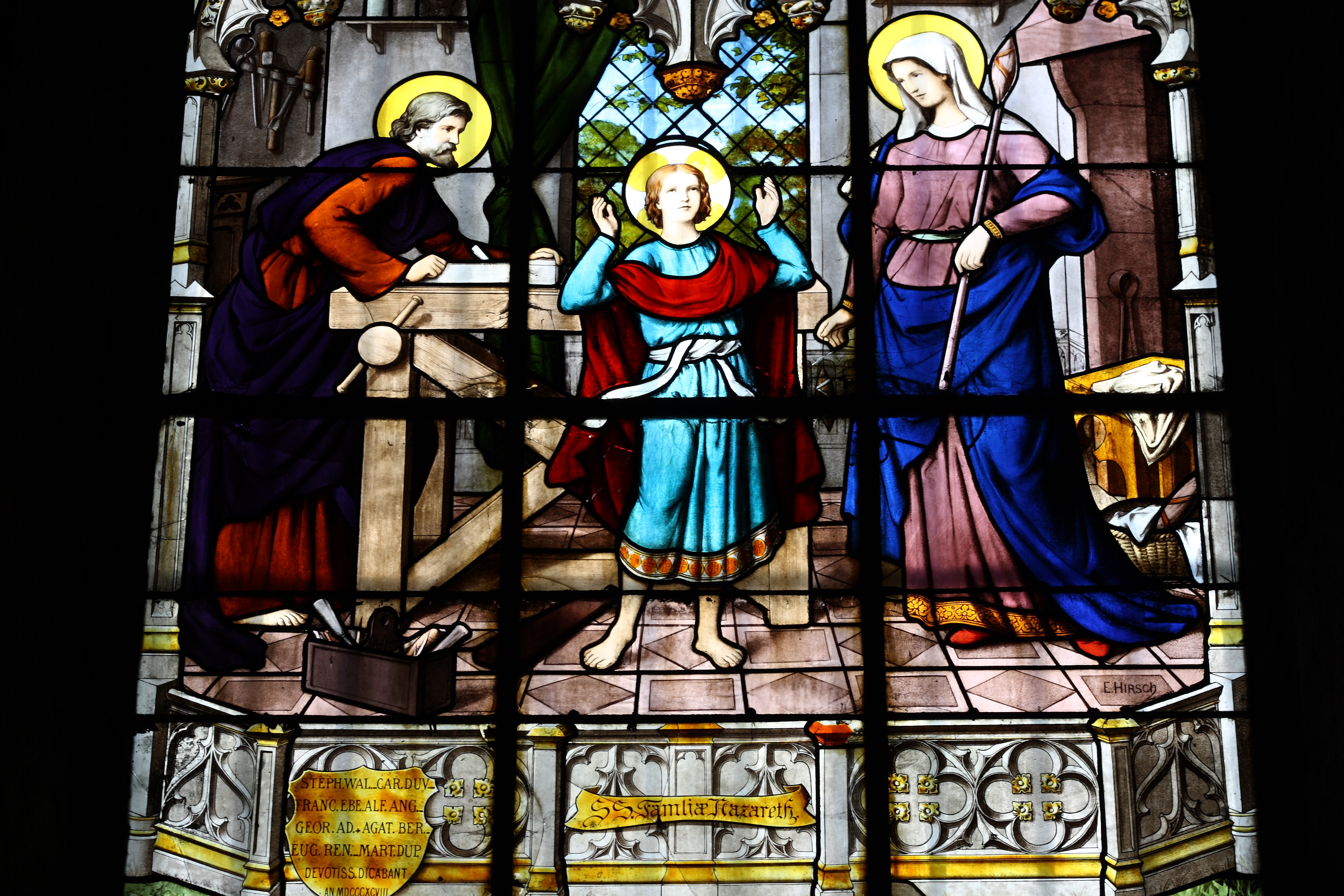
Heilige Familie
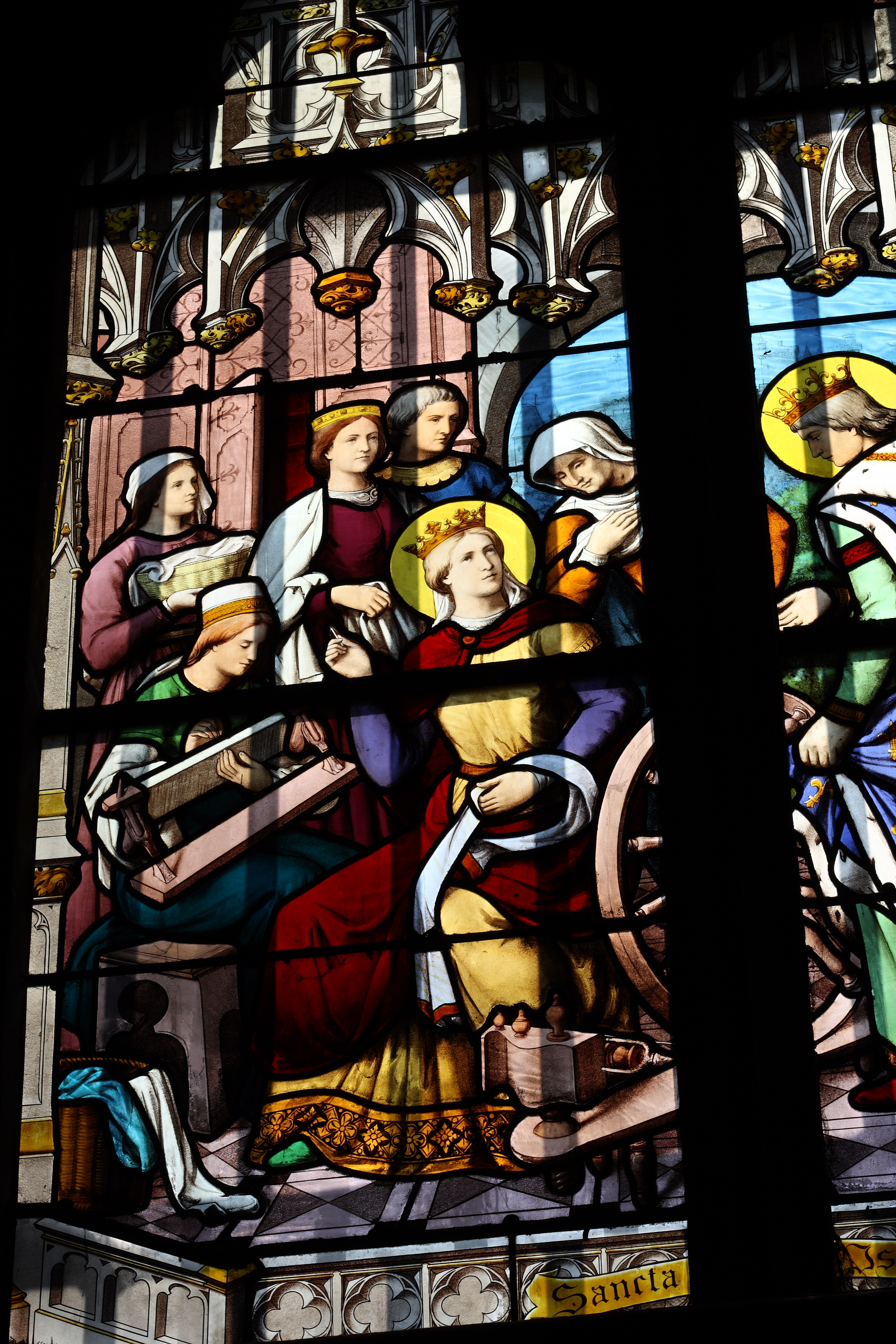
Heilige Isabella
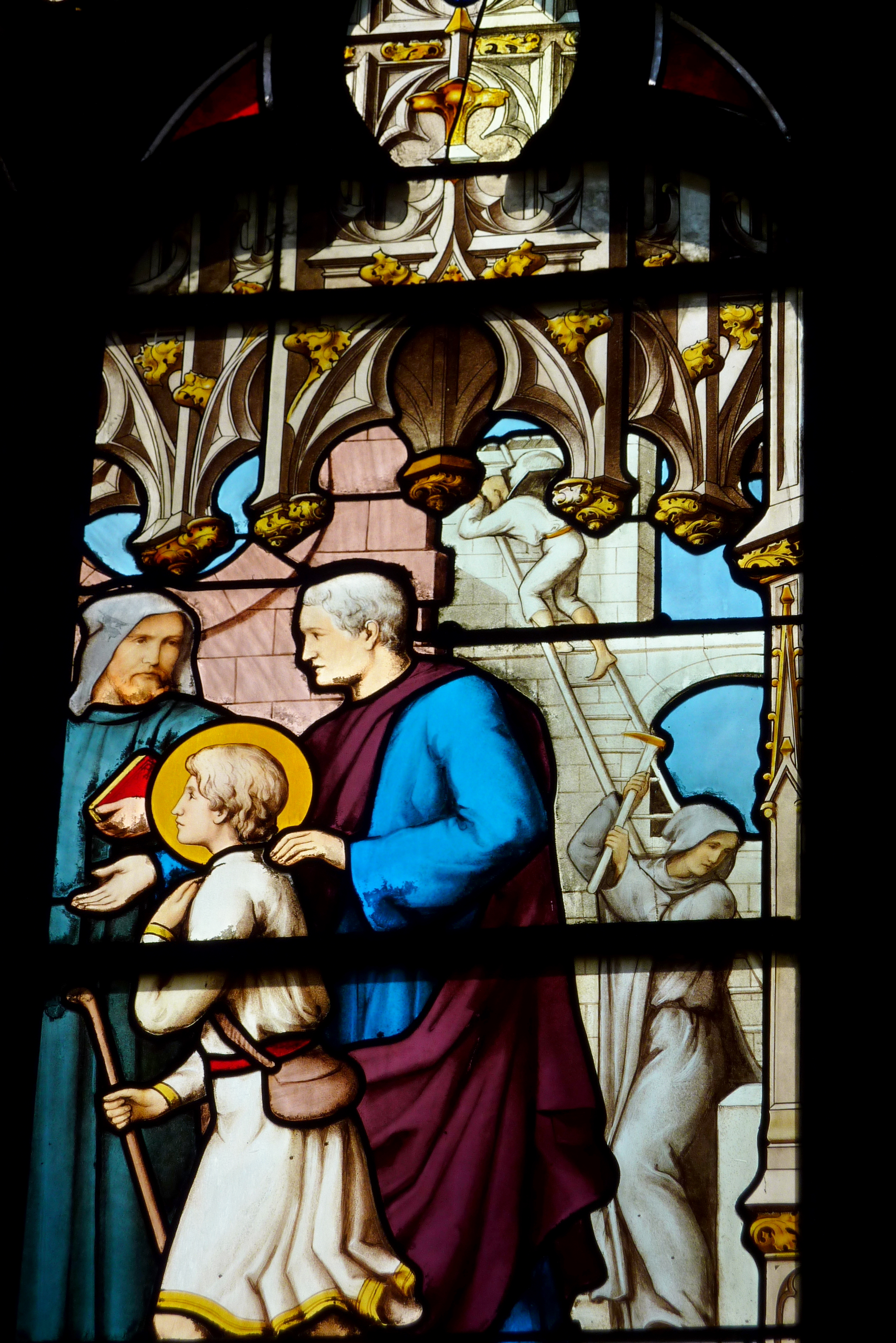
Fenster des heiligen Benedikt von Nursia